# 柴田侊彦
柴田 侊彦（しばた てるひこ、1943年9月18日 - ）は、日本の俳優、声優。本名は同じ。
東京都出身。日本大学藝術学部演劇科卒業。山口事務所、旅人プロに所属していた。

## 来歴・人物
劇団俳優座養成所の第15期生。姉は宮口二郎の妻でもあった女優の弓恵子。父親の潮万太郎（2000年死別）、兄の柴田昌宏も元俳優である。
名悪役として活躍した父の潮、姉の弓、義兄の宮口と比べると薄幸な役柄を演じる機会が多く、1970年代から1990年代にかけての時代劇や刑事ドラマでは、やむなく犯罪に走ってしまう犯人役や被害者役を数々の作品で演じた。
声優業では、海外ドラマ『大草原の小さな家』でのマイケル・ランドン演じた父チャールズの吹き替えが特に知られる。近年は時代劇の舞台公演などで活動。
特技は乗馬。

## 出演作品（俳優）

### テレビドラマ
- 青春とはなんだ（1966年、NTV / 東宝） - 新聞部部員
  - 第27話「逃げた連休」
  - 第29話「二人の虹」
- 七人の刑事 第2シーズン 第296話「グッド・モーニング・トウキョウ」（1967年、TBS）
- ザ・ガードマン（TBS / 大映テレビ室）
  - 第155話「絶望の３６時間」（1968年） - 山田和夫
- 太陽野郎（1968年、NTV / 東宝）- ノブ
- 東京バイパス指令（1969年、NTV / 東宝） - 佐野刑事
- 大河ドラマ（NHK）
  - 竜馬がゆく（1968年） - 浮田八郎
  - 天と地と（1969年） - 金津新八
  - 新・平家物語（1972年） - 平教盛
  - 元禄太平記（1975年） - 高田郡兵衛
  - 黄金の日日（1978年） - 細川忠興
  - 徳川家康（1983年） - 浅井長政
  - 信長 KING OF ZIPANGU（1992年） - 今川義元
- 天を斬る（NET / 東映）
  - 第7話「金色の湖」（1969年） - 勇作
  - 第20話「雪割人形」（1970年） - 川口
- 水戸黄門（TBS / C.A.L）
  - 第1部 第23話「初春役者騒動記 -高山-」（1970年1月5日） - 久七
  - 第8部 第4話「黄門さまに似た男 -沼津-」（1977年8月8日） - 太郎吉
  - 第10部 第22話「赤い財布の恩返し -馬籠-」（1980年1月14日） - 幸吉
  - 第12部 第16話 「瀬戸の夕映え花嫁 -広島-」（1981年12月14日） - 平吉
  - 第14部 第10話「初春格さん仇討ち相撲 -青森-」（1984年1月2日） - 安吉
  - 第15部（1985年）
    - 第2話「助格駕籠屋と客引き老公 -松山-」 - 政次
    - 第26話「黄門様の婿入り志願 -敦賀-」 - 佐平

  - 第16部 第12話「京人形に賭けた芸妓の意地 -京-」（1986年7月14日） - 房吉
  - 第20部 第37話「悲願を秘めた水芸師 -長岡-」（1991年7月22日） - 弥太五郎
  - 第21部 第17話「御老公の盗っ人仁義 -丸亀-」（1992年7月27日） - 夜鴉の勘太郎
  - 第22部
    - 第16話「白いおひげのお風呂番 -別府-」（1993年8月30日） - 清吉
    - 第34話 「大黒様を笑わせた男 -日光-」（1994年1月10日） - 子之助

  - 第25部 第29話「狙われた庄内小町 -酒田-」（1997年7月14日） - 羽黒屋久兵衛
  - 第26部 第16話「帰らぬ兄は天神様 -太宰府-」（1998年6月1日） - 梅之屋重五郎
  - 第27部 第14話「母と逢わせた観音様 -大館-」（1999年6月21日） - 陸奥屋
  - 第37部 第3話「亭主参った嫁姑対決 -松井田-」（2007年4月23日） - 久兵衛
  - 第38部 第8話「炭より黒い悪党ども -彦根-」（2008年2月25日） - 鏑木彪左衛門
  - 第39部
    - 第2話「母の一念関所を破る! -箱根-」（2008年10月20日） - 深尾平太夫
    - 第21話「狙え一攫千金 -堺-」（2009年3月16日） - 荒城源左衛門

  - 第40部 第19話「恋しい父は悪の手先!? -島田-」（2009年12月14日） - 栗山九兵衛
  - 第42部 第4話「剣に勝つ、医は仁術 -高田-」（2010年11月1日） - 小谷彌十郎
  - 最終回スペシャル（2011年12月19日） - 鞍馬千右衛門
- 鬼平犯科帳（NET / 東宝） 松本幸四郎版
  - 第1シリーズ 第18話「市松小僧始末」（1970年） - 又吉・市松小僧
  - 第2シリーズ 第20話「裏道の男たち」（1972年） - 川窪平四郎
- 火曜日の女 / 蒼いけものたち（1970年、NTV / 東宝） - 坂野智和
- 旗本退屈男 第4話「元禄刀腰元」（1970年10月27日、CX / 東宝） - 市太郎
- 大忠臣蔵（1971年、NET / 三船プロ） - 吉田沢右衛門
- おひかえあそばせ 第6話「匂うばかりに」（1971年、NTV / ユニオン映画） - 鳴海 ※クレジットには柴田侊彦
- 霧の旗（1972年、NHK） - 阿部啓一
- 泣くな青春（1972年、CX / 東宝） - 加藤先生
- 飛び出せ!青春 第22話「飛び込もう青春の海へ!」（1972年、NTV / 東宝） - カツシ（朝日丸船長）
- 銀河テレビ小説（NHK）
  - 坂の上の家（1973年） - 洋一
- パパと呼ばないで 第22話「ハッピー・バースデー」（1973年、NTV / ユニオン映画） - 良夫 ※クレジットには柴田洸彦
- 土曜日の女 / 闇にうかぶ微笑み（1973年、NTV / 国際放映）
- 赤ひげ 第39話「枡落し」（1973年、NHK） - 芳造
- 子連れ狼（NTV / ユニオン映画） ※萬屋錦之介版
  - 第1部 第20話「八門遁甲の陣」（1973年）- 和助
  - 第2部 第12話「鐘役辻源七」（1974年） - 伍坊
  - 第3部 第8話「死季」（1976年） - 太吉
- 若さま侍捕物手帖 第12話「小鳥の消えた甲州路」（1973年、KTV） - 直太郎
- 荒野の用心棒 第20話「城攻め 必殺を狙って…」（1973年、NET / 三船プロ） - 矢田五郎太
- 必殺仕置人 第21話「生木をさかれ生地獄」（1973年、ABC / 松竹） - 仙吉
- 遠山の金さん捕物帳 最終話「お光に正体を明かした男」（1973年、NET / 東映） - 竹次郎
- 伝七捕物帳 （NTV / ユニオン映画）
  - 第3話「家名に泣く母」（1973年） - 清吉
  - 第127話「悲涙の密告」（1976年） - 角造
- 太陽にほえろ! （NTV / 東宝）
  - 第107話「光の中をあゆめ」（1974年） - 大坪修司
  - 第171話「暴走」（1975年） - 横山課長
  - 第281話「わかれ道」（1977年） - 田中課長
  - 第458話「おやじの海」（1981年） - 富田隆之（助教授）
  - 第608話「パリに消ゆ」、第609話「モンブラン遥か」（1984年） - 宮川忠男
  - 第654話「二度泣いた男」（1985年） - 名村栄一
  - 第708話「撃て! 愛を」（1986年） - 木村和正
- 右門捕物帖 第28話「くらやみ河岸」（1974年、NET / 東映） - 新吉
- おんな浮世絵・紅之介参る! 第1話「八百八町コマが舞う」（1974年、NTV / ユニオン映画）
- 斬り抜ける 第7話「男は待っていた」（1974年、ABC / 松竹） - 三沢市之助
- 愛ぬすびと（1974年、CX）
- 破れ傘刀舟悪人狩り（NET / 三船プロ）
  - 第36話「町人武士道」（1975年） - 白川佐吉郎
  - 第96話、第97話「怒濤 佐渡の嵐（前・後編）」（1976年） - 湯浅平馬
- 影同心（MBS / 東映）
  - 影同心 第11話「情けにかけて殺し節」（1975年） - 久蔵
  - 影同心II
    - 第5話「女の争い紅葉花」（1975年） - 太吉
    - 第19話「御用地図強奪」（1976年） - 新助
- 大江戸捜査網（12ch→TX / 三船プロ→ヴァンフィル）
  - 第162話「人斬りに惚れた女」（1974年） - 栄二
  - 第211話「幻の殺人者」（1975年）
  - 第239話「怨みの米騒動」（1976年） - 清助
  - 第254話「身代り囚人の罠」（1976年） - 仁吉 / 佐助（二役）
  - 第283話「命を賭けたいかさま稼業」（1977年） - 源太
  - 第301話「壮烈! 首領、暁に死す」（1977年） - 長次
  - 第436話「そこつ長屋に春が来た」（1980年） - 笠間藩主
  - 第461話「人情 男涙の恩返し」（1980年） - 半助
  - 第534話「隠密大殺陣 母に別れを」（1981年） - 磯吉
  - 第559話「女がさまよう禁断の迷路」（1982年） - 松吉
  - 第593話「女を狩る通り魔 陶酔の宴」（1983年） - 喜八
  - 第635話「凍る夜 殺人者は眠らない」（1984年） - 川勝右一
  - 新 大江戸捜査網（1984年）
    - 第18話「おんな牢しのび肌」 - 香山健太郎
    - 第26話「さらば隠密同心」 - 多吉
- 水もれ甲介 第15話「顔で笑って…」（1975年、NTV / ユニオン映画） - 山上
- 十手無用 九丁堀事件帖（NTV / 東映）
  - 第1話「粋に雨降る九丁堀」（1975年）
  - 第26話「九丁堀ニセ者大作戦」（1976年） - 伊助
- 遠山の金さん（NET / 東映）  ※杉良太郎版
  - 第14話 「一番纏に命を張れ‼」（1976年） -友吉
  - 第69話 「お白州に小判の雨が降る!」 （1977年） -弥吉
- 夫婦旅日記 さらば浪人 第3話「虹を渡る武士」（1976年、CX / 勝プロ） - 山岸右近
- 夜明けの刑事（TBS / 大映テレビ）
  - 第67話「君は妻娘を殺されたらどうする!!」（1976年） - 横地
  - 第106話「殺人は方程式に従って!」（1977年）
- 大都会 闘いの日々 第27話「雨だれ」（1976年、NTV / 石原プロ） - 大江清
- 人魚亭異聞 無法街の素浪人 第17話「狼たちの挽歌」（1976年、NET / 三船プロ） - 神保多門
- いろはの"い"（NTV / 東宝）
  - 第12話「そむく娘たち」（1976年） - 門脇
  - 第33話「記者無情」（1977年） - 花田三郎
- 桃太郎侍（NTV / 東映） ※高橋英樹版
  - 第20話「夫婦纏が紅蓮に舞った」（1977年） - 辰吉
  - 第158話「父子で彫った愛の面」（1979年） - 清次郎
  - 第231話「お伊勢参りは御難旅」（1981年） - 三沢十郎太
- 銭形平次（CX / 東映）
  - 第571話「清吉の十両」（1977年） - 宇之助
  - 第608話「九両盗っ人」（1978年） - 繁次
  - 第854話「許されざる者」（1983年） - 落合半兵ヱ
- ポーラテレビ小説 / おゆき（1977年、TBS） - 善太郎
- 人形佐七捕物帳 第8話「仏が消えた雷の宿」（1977年、ANB / 東映） - 宗七
- 特捜最前線（ANB / 東映）
  - 第38話「バスジャック・光なき娘へのハレルヤ」（1977年）
  - 第291話「わらの女 哀愁の能登半島!」、第292話「わらの女II 風に乗る御陣乗太鼓!」（1982年） - 水田洋二
- 破れ奉行 第11話「地獄の仕掛花火」（1977年、ANB / 中村プロ） - 佐吉
- 同心部屋御用帳 江戸の旋風III 第14話「罠には罠を!」（1977年7月28日、CX / 東宝） - 佐助（漢字表記不明）
- 明日の刑事 第20話「マイホーム殺人事件」（1978年、TBS / 大映テレビ）
- 達磨大助事件帳 第21話「還って来た幸福」（1978年、ANB / 前進座 / 国際放映） - 吉造
- 新五捕物帳 第24話「御赦免船に散った花」（1978年、NTV / ユニオン映画） - 勘次
- Gメン'75（TBS / 東映）
  - 第177話「結婚と離婚」（1978年） - 小林コウジ
  - 第209話「女が見ていた焼殺事件」（1979年） - 五十嵐
  - 第325話「帰って来たラーメン屋刑事」（1981年） - 景山四郎
- 暴れん坊将軍（ANB / 東映）
  - 吉宗評判記 暴れん坊将軍
    - 第17話「恋とおとぼけ地蔵」（1978年） - 丹七
    - 第39話「琉球渡来の甘い罠」（1978年） - 扇屋仙七
    - 第78話「天下を狩る男」（1979年） - 鶴吉
    - 第205話「春ふたたび! 夫婦簪」（1982年） - 直吉

  - 暴れん坊将軍II
    - 第26話「五郎左の寝所に忍んだ女」（1983年） - 文治
    - 第56話「たらちねの恋の歌留多の乱れ舞い!」（1984年） - 伊佐次
    - 第87話「粋な合羽の似合う奴!」（1984年） - 彦松
    - 第140話「風雲八ヶ岳、男の祭り唄!」（1986年） - 木村市右衛門

  - 暴れん坊将軍III
    - 第11話「河原の黄金を盗んだ奴!」（1988年） - 三浦清左衛門
    - 第69話「浮世哀しやあだ花の女!」（1989年） - 吉次

  - 暴れん坊将軍IV 第64話「父の敵は愛しの人!」（1992年） - 山口左内
  - 暴れん坊将軍V
    - SP1「大雪原の血煙り、吉宗を愛した復讐鬼!」（1993年） - 松吉
    - 第18話「熱き血汐の乙女飛脚」（1993年） - 浪花屋太左衛門

  - 暴れん坊将軍VI
    - 第4話「吉宗、まさかの新妻道中」（1994年） - 大黒屋長兵衛
    - 第18話「母恋い人形、やじろべえ」（1995年） - 新関角兵衛

  - 暴れん坊将軍IX 第36話「悪徳商法をつぶせ! 二人の父を持つ若女房」（1999年） - 村上肥後守
  - 暴れん坊将軍XII 第10話「雨の目撃者! 牢獄に通う吉宗の母」（2002年） - 風間修理
- 破れ新九郎 第8話「天保大地震」（1978年、テレビ朝日 / 中村プロ） - 和助
- 赤穂浪士（1979年、ANB） - 毛利小平太
- 長七郎天下ご免! 第9話「雪どけを待つ女」（1979年、ANB） - 武藤清十郎
- 鬼平犯科帳（テレビ朝日 / 東宝） ※萬屋錦之介版
  - 第1シリーズ（1980年） - 原田一之進
  - 第2シリーズ - 第3シリーズ（1981年 - 1982年） - 松永弥四郎
- 新・江戸の旋風 第6話「春はまだか桜草」（1980年、CX / 東宝） - 清次郎
- 柳生あばれ旅 第19話「恐怖の花かんざし -桑名-」（1981年、ANB / 東映） - 妹尾直次郎
- 文吾捕物帳 第12話「美しき殺人鬼」（1982年、ANB / 三船プロ）
- 12時間超ワイドドラマ（TX）
  - 竜馬がゆく（1982年） - 池内蔵太
  - 大忠臣蔵（1989年） - 神崎与五郎
- 大岡越前（TBS / C.A.L）
  - 第6部 第22話「疑われた男」（1982年8月2日） - 島吉
  - 第7部 第10話「薬袋に仕掛けた罠」（1983年6月27日） - 弥吉
  - 第11部 第20話「見合いの相手は殺人鬼」（1990年9月3日） - 佐助
  - 第14部 第24話「友を裁いた名奉行」（1996年12月2日） - 林田九郎兵衛
- 源九郎旅日記 葵の暴れん坊 第33話「やがて愛でたき宮津節」（1982年、ANB / 東映） - 逸見晋介
- ニュードキュメンタリードラマ昭和 松本清張事件にせまる 第8話「首相の犯罪 石田検事怪死事件」（1984年、ANB / 松竹）
- 長七郎江戸日記 第1シリーズ（NTV / ユニオン映画）
  - 第35話「さむらい瓦版」（1984年） - 鳴海
  - 第111話「おれん、絶叫!」（1986年） - 竹庵
- 遠山の金さん（ANB/東映）※高橋英樹版
  - 第1シリーズ 第129話「人呼んで"桜吹雪の女"III・慕情篇」（1985年）- 駒吉
  - 第2シリーズ
    - 第1話「お奉行さま! 女の命あずけます!!」（1985年）- 藤林源之進
    - 第39話「破談を狙うガンコ親父の涙!」（1986年）- 倉田典兵衛
- 暴れ九庵 第14話「男を燃やす火消しの女」（1985年、KTV / 東宝） - 芳造
- 若大将天下ご免! 第23話「おもいで酒を抱く女!」（1987年、ANB / 東映） - 半次郎
- 名奉行 遠山の金さん（ANB / 東映） ※松方弘樹版
  - 第2シリーズ 第21話「花火が見ていた悪の顔」（1989年） - 丹後屋
  - 第5シリーズ 第27話「富くじ千両大からくり」（1993年） - 宇之吉
  - 第6シリーズ 第12話「追跡!裏切った女」（1994年） - 奥田新八郎
  - 第7シリーズ 第5話「白い肌の誘惑 嫁姑の真剣勝負」（1995年） - 伊皿子屋
  - 遠山の金さんVS女ねずみ 第9話「密室の死美人・謎の出合茶屋」（1997年） - 長崎屋徳兵衛
  - 金さんVS女ねずみ 第21話「子連れ鬼女面盗賊」（1998年） - 久兵衛
- 裏刑事-URADEKA- 第8話「過去を捨てた殺人刑事」（1992年、ABC / 松竹）
- 江戸中町奉行所 第2シリーズ 第6話「暗闇の魔手」（1992年、TX / 松竹）
- お助け同心が行く! 第6話「偽証（うそ）」（1993年、TX） - 弥一
- 鬼平犯科帳（CX / 松竹） ※中村吉右衛門版　
  - 第4シリーズ 第6話「俄か雨」（1993年） - 鳥羽の彦蔵
  - 第5シリーズ 第12話「艶婦の毒」（1994年） - 浦部彦太郎
- 銭形平次 第4シリーズ 第3話「呪われた女」（1994年、CX） - 久蔵
- 江戸の用心棒 第28話「男芸者が命を賭けた!」（1995年、NTV） - 田丸伊予守
- 快刀!夢一座七変化 第13話「盲目の美少女! 涙の真実…」（1996年、ANB / 東映）
- 月曜ドラマスペシャル / 恥ずかしながら私、社長です（1996年11月18日、TBS / 国際放映）
- 土曜ワイド劇場（ANB）
  - 西村京太郎トラベルミステリー 第32作「伊豆誘拐行」（1997年 / 東映） - 田之倉章
  - 高橋英樹の船長シリーズ 第12作「殺意の密室航路」（2000年 / 東映） - 川村哲男
  - 女警察署長 第2作「部下の刑事が愛人殺しの女と密会心中!」（2009年 / EX）
- 水曜ミステリー9（TX）
  - 信濃のコロンボ事件ファイル 第17作「遠野殺人事件」（2008年） - 夏目勇二
  - 鉄道警察官・清村公三郎 第9作「特急ゆふいんの森号 九州大分殺人ルート」（2012年） - 木下道郎

### 映画
- 女のみづうみ（1966年、松竹）
- バツグン女子高校生 そっとしといて16才（1970年、東宝） - 雲井大助
- 仕掛人梅安（1981年、東映） - 山城屋伊八

### 舞台
- 舟木一夫特別公演「八百万石に挑む男」（2014年9月、新橋演舞場）
- 響の会 第7回公演「扇野」（2016年5月14 - 15日、紀尾井町小ホール）
- 舟木一夫特別公演「鬼吉喧嘩状」（2017年5月、大阪新歌舞伎座）

## 出演作品（声優）

### 劇場アニメ
- 名探偵ホームズ（1984年、東京ムービー新社） - シャーロック・ホームズ
  - 名探偵ホームズ 青い紅玉（ルビー）の巻
  - 名探偵ホームズ2 海底の財宝の巻

### 吹き替え

#### 担当俳優
- ジャン＝マイケル・ヴィンセント 
  - 世界が燃えつきる日（タナー）1978年TBS『月曜ロードショー』
  - 爆走トラック'76（キャロル・ジョー・ハマー）
  - メカニック（スティーヴ・マッケンナ）1977年TBS『月曜ロードショー』

#### 映画
- ドリトル先生不思議な旅 - マシュー・マグ（アンソニー・ニューリー）※LD版
- キャバレー - ブライアン・ロバーツ（マイケル・ヨーク）
- パララックス・ビュー - ジョー・フラディ（ウォーレン・ベイティ）
- アドベンチャー・ファミリー - スキップ・ロビンソン（ロバート・F・ローガン）
- 遠すぎた橋（1978年、NTV / 水曜ロードショー）- ジェームズ・ギャビン合衆国陸軍准将 （ライアン・オニール）
- アトランティス7つの海底都市（1981年、EX / 日曜洋画劇場）- チャールズ
- 新・夕陽のガンマン/復讐の旅 - ビル（ジョン・フィリップ・ロー）
- 13日の金曜日PART3（リック）
- ジョーズ3（NTV / 金曜ロードショー） - マイク・ブロディ（デニス・クエイド）
- ペーパーチェイス - ジェームズ・T・ハート（ティモシー・ボトムズ）
- 星空の用心棒 - テッド・バーネット（ジュリアーノ・ジェンマ）※TBS版
- 愛と追憶の日々 - フラップ・ホートン（ジェフ・ダニエルズ）
- ソルジャー・ブルー - ホーナス（ピーター・ストラウス）
- 捜索者 - マーティン・ポーリー（ジェフリー・ハンター）※フジテレビ版

#### ドラマ
- ピッポと小馬（1971年、NHK）
- 大草原の小さな家（1975年 - 1982年、NHK） - チャールズ・インガルス （マイケル・ランドン）
- トラック野郎!B・J（1980年・1982年、NTV） - B.J.マッケイ（グレッグ・エヴィガン）
- 名探偵ポワロ クラブのキング（1989年、NHK） - モラニア国王子 ポール（ジャック・クラフ）

### ラジオドラマ
- NHK-FM 赤糸で縫いとじられた物語（1984年） - 語り手
- NHK-FM 青春アドベンチャー
  - 「ごくらくちんみ」（2009年） - リュウ